# Генеральная прокуратура Казахстана
Генеральная Прокуратура Республики Казахстан (каз. Қазақстан Республикасының Бас Прокуратурасы) — непосредственно подотчетный Президенту Республики Казахстан правоохранительный государственный орган, осуществляющий свои полномочия независимо от других государственных органов и должностных лиц. Осуществляет руководство единой централизованной системой органов прокуратуры Республики Казахстан, от имени государства осуществляет в установленных законом пределах и формах высший надзор за соблюдением законности на территории Республики Казахстан, представляет интересы государства в суде и от имени государства осуществляет уголовное преследование.

## История
13 июля 1922 года на 2-м созыве 3-й сессии КазЦИКа в структуре Народного комиссариата юстиции была организована государственная прокуратура. Народный комиссар юстиции выполнял функции прокурора республики.
В 1933 году при Наркомюсте было образовано управление прокуратуры, ставшее относительно самостоятельным. Впервые в ее истории функции прокурора и Народного комиссара юстиции были разделены.
В 1937 году была принята Конституция Казахской ССР. С этого момента начался этап дальнейшего развития и укрепления прокуратуры, которая полностью отделилась от Наркомюста в ноябре 1937 года согласно приказу и стала функционировать как самостоятельная структура правоохранительных органов республики.
После получения независимости Казахстаном в 1991 году прокуратура сыграла огромную роль в становлении государственности страны. Начиная с этого периода, Прокуратурой Казахстана руководили 11 человек.

## Руководители[5]

### Казахская ССР
| №                                                                    | Ф.И.О.                           | Дата начала и окончания работы на посту |
| До 1933 года функцию прокурора выполнял нарком юстиции               |                                  |                                         |
| Управление прокуратуры Министерства юстиции Казахской АССР 1933—1937 |                                  |                                         |
| 1                                                                    | Атаниязов, Мурзагул Атаниязович  | 1933 — 1936                             |
| 2                                                                    | Ескараев, Сулеймен               | 1936-1937                               |
| Прокуратура Казахской ССР 1937—1991                                  |                                  |                                         |
| 3                                                                    | Таукеханов, Шамухан Джумаханович | 1937-1938                               |
| 4                                                                    | Курпебаев Джунус Курпебаевич     | 1938-1939                               |
| 5                                                                    | Баранов, Игнатий Андреевич       | 1939-1943                               |
| 6                                                                    | Асабай Мамытұлы Мамытов          | 1943-1945                               |
| 7                                                                    | Румянцев, Константин Яковлевич   | 1945-1950                               |
| 8                                                                    | Набатов, Александр Аркадьевич    | 1950-1961                               |
| 9                                                                    | Кудрявцев, Петр Иванович         | 1961 — 1966                             |
| 10                                                                   | Сеитов, Утеген Сеитович          | 1966 — 1984                             |
| 11                                                                   | Елемисов, Галим Бажимович        | Январь 1984 г. - декабрь 1990 г.        |
| 12                                                                   | Туякбай, Жармахан Айтбаевич      | декабрь 1990 г. - декабрь 1991 г.       |

### Казахстан
| №  | Ф.И.О.                | Дата начала и окончания работы на посту |
| 1  | Жармахан Туякбай      | декабрь 1991 — октябрь 1995             |
| 2  | Максут Нарикбаев      | октябрь 1995 — июнь 1996                |
| 3  | Степан Шуткин         | июнь 1996 — ноябрь 1997                 |
| 4  | Юрий Хитрин           | ноябрь 1997 — 21 декабря 2000           |
| 5  | Рашид Тусупбеков      | 21 декабря 2000 — 2 апреля 2009         |
| 6  | Кайрат Мами           | 3 апреля 2009 — 15 апреля 2011          |
| 7  | Асхат Даулбаев        | 15 апреля 2011 — 25 апреля 2016         |
| 8  | Жакип Асанов          | 25 апреля 2016 — 11 декабря 2017        |
| 9  | Кайрат Кожамжаров     | 11 декабря 2017 — 18 марта 2019         |
| 10 | Гизат Нурдаулетов     | 18 марта 2019                           |
| 11 | Асылов Берик Ногаевич | С 3 марта 2022 года                     |

C 1996 года издаётся журнал «Закон и время» (каз. Заң және Заман) — официальный печатный орган Генпрокуратуры Казахстана.

## Структура
На 2020 год:
- Генеральная прокуратура РК 1-служба
- Главная транспортная прокуратура
- Главная военная прокуратура РК
- Центр правоохранительных услуг
- Служба специальных прокуроров
- Служба уголовного преследования
- Служба по надзору за законностью приговоров, вступивших в силу, и их исполнением
- Аппарат ГП РК
- Департамент внутренних расследований
- Департамент кадрового развития
- Департамент стратегического развития
- Департамент международного сотрудничества
- Департамент финансов
- Управление координации нормотворческой деятельности
- Управление информационной безопасности
- Управление по обращениям и делопроизводству
- 3-Служба по защите общественных интересов
- Управление по защите государственных секретов
- Управление внутреннего аудита
- Комитет по правовой статистике и специальным учетам Генеральной прокуратуры Республики Казахстан
- Академия правоохранительных органов при Генеральной прокуратуре Республики Казахстан
- Управление материально-технического обеспечения при ГП
- ГУ "ХОЗУ при ГП РК"

## Ведомственные награды
В соответствии с Указом Президента Республики Казахстан от 30 сентября 2011 года № 155 «О вопросах государственных символов и геральдики ведомственных и иных, приравненных к ним, наград некоторых государственных органов, непосредственно подчиненных и подотчетных Президенту Республики Казахстан, Конституционного Совета Республики Казахстан, правоохранительных органов, судов, Вооруженных Сил, других войск и воинских формирований» ведомственные наградами Генеральной прокуратуры Республики Казахстан считаются:
- Медали:
  - «Прокуратура ардагері» (Ветеран прокуратуры);
  - «Мінсіз қызметі үшін» (За безупречную службу) I, II, III степеней;
  - «Халықаралық ынтымақтастықты дамытуға қосқан үлесі үшін» (За вклад в развитие международного сотрудничества).
- Нагрудные знаки:
  - «Прокуратураның құрметті қызметкері» (Почётный работник прокуратуры);
  - «Прокуратура уздігі» (Отличник прокуратуры) I, II степеней.

- Медаль «Ветеран прокуратуры»
- Медаль «За безупречную службу» 1 степени
- Нагрудный знак «Почётный работник прокуратуры»
- Нагрудный знак «Отличник прокуратуры» 1 степени
- Юбилейный нагрудный знак «20 лет Прокуратуре Республики Казахстан»

## Карта преступности
Комитет по правовой статистике и специальным учетам Генеральной прокуратуры создали карту преступности Казахстана. Там отмечены все дома и улицы всех городов и районных центров Казахстана. Создан 2016 год

## Скандалы
В 2018 году Прокуратура Бостандыкского района города Алматы дала ответ адвокату Айман Умаровой с заглавием «Уважаемая Пупкина Залупкина». После происшествия три сотрудника Прокуратуры были освобождены от должности.